# ルル・パエア
ルル・パエア（Lulu Paea、2003年6月3日 - ）は、オーストラリア出身のラグビーユニオン選手。ジャパンラグビーリーグワンの日本製鉄釜石シーウェイブスに所属している。

## 略歴
ワラターズU19を経て、2023年にリコーブラックラムズ東京に加入。
2025年5月、リコーブラックラムズ東京を退団。
2025年7月、日本製鉄釜石シーウェイブスに加入。